# Huis Ursel

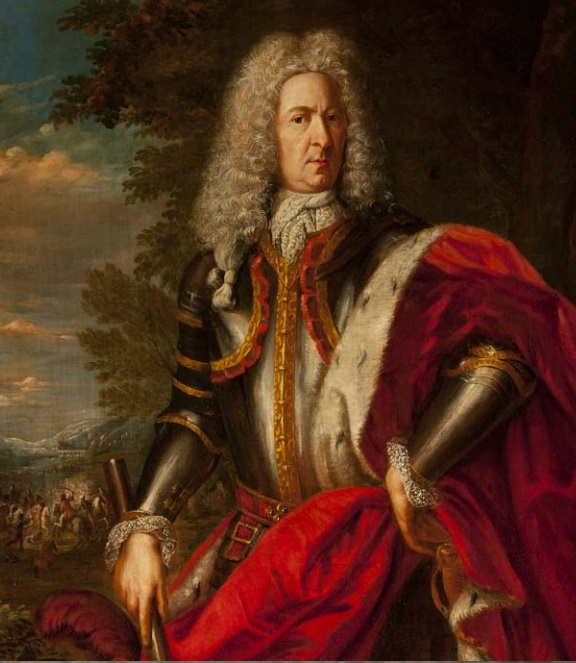
Conrad Albert, 1e hertog van Ursel

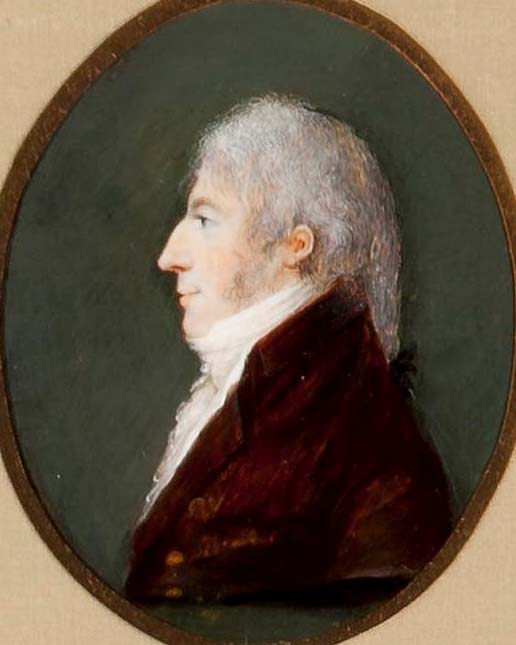
Charles-Joseph, 4e hertog d'Ursel

D'Ursel is een Belgisch adellijk geslacht. Het familiehoofd voert de titel hertog d'Ursel, de andere telgen die van graaf of gravin d'Ursel.  De naam verwijst naar het plaatsje Ursel in Oost-Vlaanderen.

## Geschiedenis
Het geslacht  van Ursel heette oorspronkelijk Schetz. Begin vijftiende eeuw was Gaspard Schetz poorter van Schmalkalden in Thüringen. Omstreeks 1480 vestigde de familie zich in Hasselt en Maastricht. Erasmus Schetz (1476-1550), wiens vader Coenrart (?-1499) muntmeester van de prins-bisschop van Luik was, vestigde zich in Antwerpen en stichtte een belangrijke handelsonderneming. Hij kocht in 1545 de heerlijkheid Grobbendonk. Zijn zoon Gaspard (1513-1580), eveneens handelaar, werd in 1560 algemeen schatbewaarder der Nederlanden. Hij erfde Grobbendonk en kocht later ook Wezemaal, Heist en Hingene. Zijn tweede vrouw was Catherina van Ursel, dochter van de Antwerpse burgemeester Lancelot van Ursel. Gaspards oudste zoon Lancelot (1550-1619) was burgemeester van Brussel; zijn tweede zoon Jan Karel (1552-1590) kanselier van de Orde van het Gulden Vlies. De vierde zoon Conrad Schetz (1553-1632), heer van Hingene, baron van Hoboken, liet zich adopteren door zijn tante Barbara van Ursel en nam haar naam aan. De jongste zoon Anthonie Schetz (1561-1640), heer en later graaf van Grobbendonk, was militair gouverneur van 's-Hertogenbosch.
Conrads zoon Conrard (1592-1659) werd in 1638 verheven tot rijksgraaf en diens kleinzoon Conrad Albert (1665-1738), gouverneur van Namen, tot 1e hertog van Ursel (1716) en van Hoboken (1717). Hij erfde in 1726 de bezittingen van de uitgestorven tak van Anthonie. De tweede hertog, zijn zoon Karel van Ursel (1717-1775), was Oostenrijks luitenant-veldmaarschalk en militair gouverneur van Brussel. Zijn zoon Wolfgang Willem (1750-1804) speelde een rol in de Brabantse Omwenteling en diens zoon Charles-Joseph (1777-1860), de vierde hertog, was minister in het Verenigd Koninkrijk der Nederlanden en later senator in België. Hij is de stamvader van alle huidige D'Ursels. Zijn kleinzoon Joseph (1848-1903) was eveneens Belgisch senator en gouverneur van Henegouwen en West-Vlaanderen. Henri (1900-1974), achtste hertog en kleinzoon van Joseph, genoot enige bekendheid als regisseur.
De familie beheert nog steeds een aanzienlijk erfgoedpatrimonium, dat onder verschillende takken is verdeeld. De bekendste residenties zijn echter verkocht: het kasteel te Hingene werd door de hertog aan de provincie Antwerpen verkocht. De huidige hertog, Stéphane (1971) verhuisde in 2009 naar Panama. De familiestukken worden thans beheerd door de familievereniging of in bruikleen gegeven aan de provincie Antwerpen.

## Residenties
De eerste residentie, het kasteel van Hoboken, werd in de achttiende eeuw verlaten voor het kasteel van Hingene.
Het buitengoed in Hingene kwam in 1608 in het bezit van Conrard Schetz, die het liet uitbouwen tot een zomerverblijf. In zijn huidige vorm dateert het uit de periode 1713-1714. Het was gedurende meer dan 350 jaar het buitenverblijf van de hertog en zijn familie. Vier opeenvolgende hertogen waren burgemeester van de gemeente Hingene tussen 1820 en 1921. De laatste generaties konden het familiepatrimonium niet meer beheren, onder meer wegens de hoge erfenisrechten. Vanaf 1973 bleef het kasteel onbewoond. De gemeente Hingene besliste op de gemeenteraadszitting van 11 maart 1972 om een bod van 15 miljoen Belgische frank (uiterste datum was 15 maart) te doen aan de hertogelijke familie en dit bod werd aanvaard. De onderlinge historische band tussen de familie d'Ursel en de gemeente Hingene zal hiervoor wel gezorgd hebben. Door de gemeentefusie van 1977 kwam het in handen van de gemeente Bornem en daar was geen geld om dit kasteel te restaureren. In de jaren '80 organiseerde de oprichter van brandstoffen Maes, Jef Maes, met een comité en tal van andere verenigingen de Kasteelfeesten, waar je toch een glimp kon nemen binnen het kasteel, hetzij de inkomhal. De andere ruimtes in het kasteel waren er erg aan toe. Het werd in 1994 aangekocht door de provincie Antwerpen, die het restaureerde. Het heeft een groot park en een jachtpaviljoen aan de Schelde. Het staat open voor het publiek.
Het jachtpaviljoen De Notelaer is goed bewaard gebleven en is een cultureel centrum geworden.
In Brussel resideerde de familie in een stadspaleis aan de Loksumstraat, sinds 1595 eigendom van de familie Schetz. Dit prestigieuze hôtel d'Ursel kwam in handen van vastgoedontwikkelaars en werd in 1960 gesloopt. In de plaats kwam de Lottotoren, een hoogbouw die de zetel werd van de Nationale Loterij en die op zijn beurt in 2003 werd afgebroken om plaats te maken voor het Central Plaza-gebouw.
Daarnaast zijn ook de kastelen van Heks, Linterpoorten, Gruuthuuse en Durbuy permanent bewoond door familieleden.

## Hertogen van Ursel (thansd'Ursel)
1. 1716-1738: Conrad Albert (1665-1738), gehuwd met Eleonora van Salm
2. 1738-1775: Karel (1717-1775),gehuwd met Eleonora van Lobkowicz
3. 1775-1804: Wolfgang Willem (1750-1804), gehuwd met Flore van Arenberg
4. 1804-1860: Charles-Joseph (1777-1860), gehuwd met Josephine Ferrero Fieschi, senator
5. 1860-1878: Léon (1805-1878), gehuwd met Sophie d'Harcourt en Henriette d'Harcourt, senator
6. 1878-1903: Joseph (1848-1903), gehuwd met Antonine de Mun, senator
7. 1903-1955: Robert (1873-1955), gehuwd met Sabine de Franqueville, senator
8. 1955-1974: Henri d'Ursel (1900-1974), gehuwd met Antoinette de la Trémoille en vervolgens met Madeleine André
9. 1974-1989: Antonin d'Ursel (1925-1989), gehuwd met Ursula Michaelsen
10. 1989-heden: Stéphane d'Ursel (1971), gehuwd met Catherine Bourguignon. Kinderen: Sarah (1996) en Matisse (2001)

Stéphane d'Ursel behaalde het licentiaat in de geschiedenis aan de ULB in 1998 met een thesis gewijd aan een familiaal onderwerp onder de titel Une fortune princière sous l'Ancien Régime. L'exemple de la famille d'Ursel.

## Graven d'Ursel
- Ludovic-Marie d'Ursel (1809-1886), volksvertegenwoordiger en senator
- Charles d'Ursel (1848-1903), diplomaat en gouverneur
- Hippolyte d'Ursel (1850-1937), senator
- Louis M. Alexandre d'Ursel (1886-1969), diplomaat

## Beknopte familiestamboom

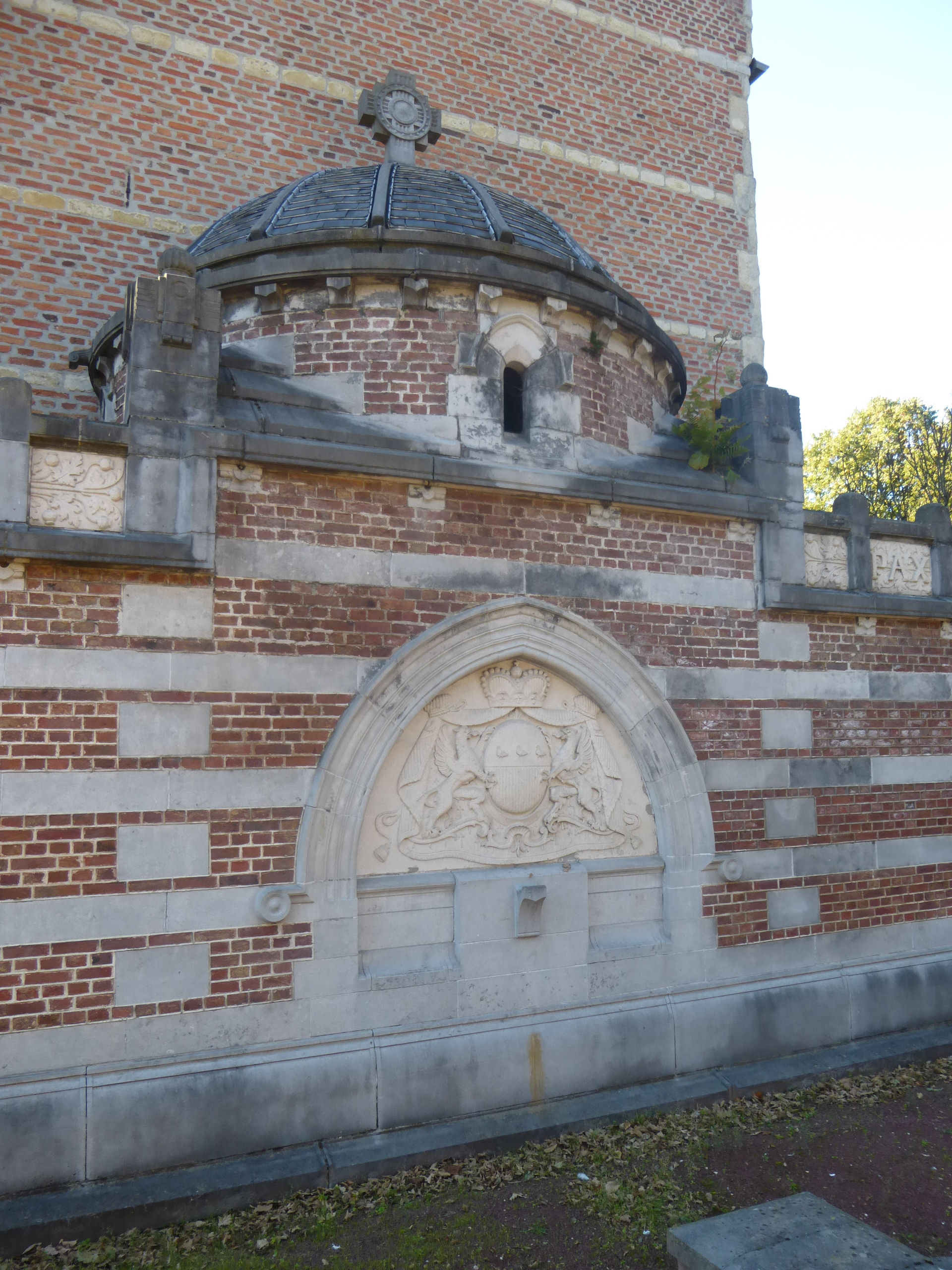
Grafkelder van de Hertog d'Ursel, Sint-Stefanuskerk, Hingene.

- Conrad Albert van Ursel (1665-1738), 1ste hertog van Ursel
  - Karel van Ursel (1717-1775), 2e hertog van Ursel
    - Wolfgang Willem van Ursel (1750-1804), 3e hertog van Ursel
      - Charles-Joseph d'Ursel (1777-1860), 4e hertog van Ursel
        - Léon d'Ursel (1805-1878), 5e hertog van Ursel
          - Joseph d'Ursel (1848-1903), 6e hertog van Ursel
            - Robert d'Ursel (1873-1955), 7e hertog van Ursel
              - Henri d'Ursel (1900-1974), 8e hertog van Ursel
                - Antonin d'Ursel (1925-1989), 9e hertog van Ursel
                  - Stéphane d'Ursel (1971), 10e hertog van Ursel

          - Léo d'Ursel (1867-1934), diplomaat
            - Bernard d'Ursel (1904-1965)
              - Hervé d'Ursel
                - Anne-Charlotte d'Ursel (1967), journaliste, Brussels volksvertegenwoordiger en schepen van Sint-Pieters-Woluwe

        - Ludovic-Marie d'Ursel (1809-1886), volksvertegenwoordiger en senator
          - Charles d'Ursel (1848-1903), militair, diplomaat, gouverneur van Henegouwen en gouverneur van West-Vlaanderen
            - Louis d'Ursel (1886-1969), diplomaat

          - Aymard d'Ursel (1849-1939), militair en geheim kamerheer van paus Leo XIII
            - Conrad d'Ursel (1891-1974)
              - Aymard d'Ursel
                - Barbara d'Ursel (1957-2017), juriste en Brussels volksvertegenwoordiger

          - Hippolyte d'Ursel (1850-1937), volksvertegenwoordiger en senator

### Familie
- A. LOUANT, L'origine de la famille d'Ursel, in: Annales du Congrès de Liège, 1968.
- A. LOUANT, Les d'Ursel de la branche anversoise en Brabant, in: Wavriensia, 1968.
- A. GRAFFART, Inventaire des archives de la famille d'Ursel, Brussel, Rijksarchief, 1998.
- Oscar COOMANS DE BRACHÈNE, État présent de la noblesse belge, Annuaire 2000, Brussel, 2000.
- Baudouin D'URSEL, Les Schetz. La Maison de Grobbendonk. La Maison d'Ursel, Recueil Office de Généalogie et d'Héraldique de Belgique, 2 vol., 2005.
- Paul VAN MOLLE, Het Belgisch Parlement, 1894-1972, Antwerpen, 1972.
- Jean-Luc DE PAEPE & Christiane RAINDORF-GERARD, Le Pazrlkement berlge, 1831-1894, Brussel, 1996.
- Humbert DE MARNIX DE SAINTE ALDEGONDE, État présent de la noblesse belge, Annuaire 2013, Brussel, 2013.

### Eigendommen
- A. VANRIE, Archives de la famille d'Ursel. I. Série de cartes et plans, Brussel, Rijksarchief, 1982.
- A. BERGMANS & J. BUIJS (dir.), Een belvédère aan de Schelde. Het paviljoen De Notelaer in Hingene, 2010.
- J. BUNGENEERS & K. DE VLIEGER-DE WILDE, Zomers in Hingene. Het kasteel d'Ursel en zijn bewoners, 2012.

Arenberg · Croÿ-Solre · Looz-Corswarem en Corswarem-Loos · Ursel
Geslachten die tot de wettelijke adel van het koninkrijk België behoren of hebben behoord. De bovenstaande geslachten worden door de Belgische koning erkend als "Families van de Salon Bleu"